# Riva del Garda
Riva del Garda (også kendt som Riva) er en by ved Gardasøen i det nordlige Italien. Byen har en befolkning på 15.000 indbyggere (2010).

## Historie
Riva del Garda hørte til republiken Venedig og senere hen under Østrig-Ungarn. Siden 1918 har Riva del Garda været italiensk.

## Geografi
Riva del Garda ligger i det nordvestlige hjørne af Gardasøen, ca. 70 m.o.h. Byen ligger i den sydligste del af de italienske alper, tæt på Dolomitterne. Byen ligger i den sydlige ende af regionen Trentino-Alto Adige. 

## Klima
De gennemsnitlige vintre er kølige, solrige og med lidt sne. Sommervejret er behageligt varmt med en del vind op ad dagen og ikke sjældent tordenvejr om natten.

## Økonomi
Byen rummer en del industri, fx en papirfabrik, men den altoverskyggende indtægtskilde er den omfattende turisme. Der er mange hoteller og restauranter i de små gader i den gamle del af byen og nær de to havne.

## Sport
Med sine to havne og den hyppige vind er Riva del Garda velegnet til sejlads og til windsurfing. Byen er også udgangspunkt for klatrere, der udfordres af de stejle klippevægge i nærheden.